# Anarbudas
Anarbudas is een geslacht van vlinders van de familie bloeddrupjes (Zygaenidae), uit de onderfamilie Chalcosiinae.

## Soorten
- A. aequalis Jordan, 1907
- A. bipartita (Walker, 1864)
- A. insignis Jordan, 1907